# Konferencja w Zimmerwaldzie

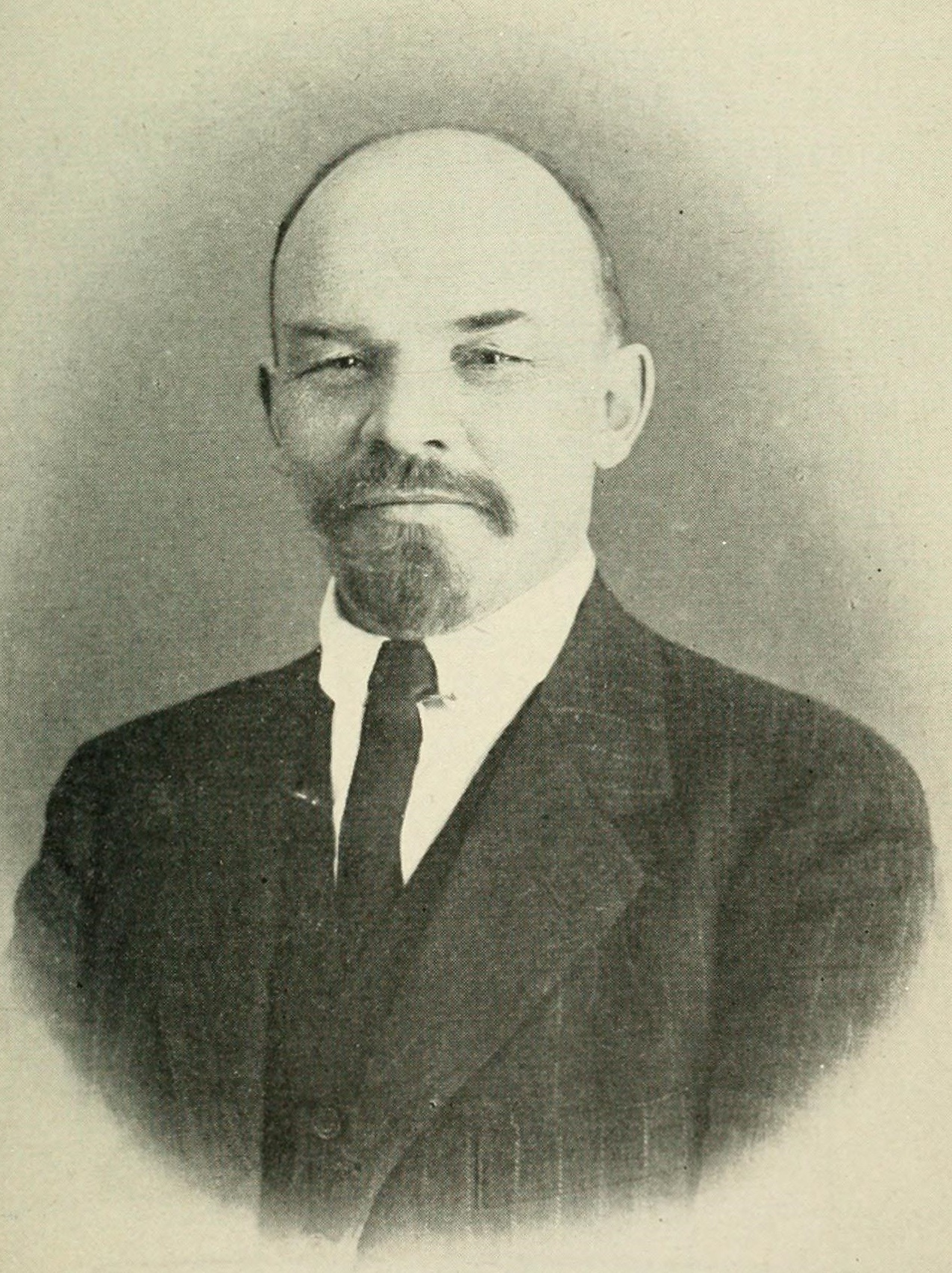
Włodzimierz Lenin 1916

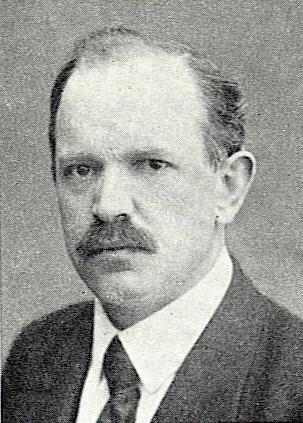
Robert Grimm

Konferencja w Zimmerwaldzie w 1915 – zorganizowany w dniach 5-8 września 1915 zjazd europejskich działaczy socjalistycznych, zarówno reprezentantów nurtu rewolucyjnego, jak i socjaldemokratów. Głównym celem konferencji była kwestia taktyki organizacji robotniczych w okresie I wojny światowej.

## Uczestnicy
W konferencji w Zimmerwaldzie koło Berna wzięło udział 38 delegatów, reprezentujących organizacje socjalistyczne z Rosji, Niemiec, Włoch, Szwajcarii, Bułgarii, Holandii, Francji, Rumunii, Norwegii oraz z ziem polskich. Już od początku obrad wyraźnie widoczne były różnice światopoglądowe między uczestnikami rozmów, skupionymi wokół Roberta Grimma (umiarkowani) oraz Włodzimierza Lenina (radykałowie).

## Przebieg konferencji
Celem spotkania w Zimmerwaldzie było omówienie taktyki i strategii organizacji socjalistycznych w Europie w czasie trwania wojny. Chociaż wszyscy obecni na zjeździe uważali się za kontynuatorów marksistowskiej tradycji politycznej, był on areną niezwykle ostrych sporów zarówno o ocenę przyczyn wojny, jak i same zasady postępowania organizacji lewicowych. W toku dyskusji grupa skupiona wokół Lenina zaproponowała jako dokument końcowy konferencji manifest, w którym I wojna światowa została uznana za wojnę imperialistyczną, logiczną konsekwencję rozwoju kapitalizmu, natomiast pracownicy najemni w Europie wezwani do porzucenia postawy popierania swojego kraju na rzecz identyfikacji z międzynarodowym proletariatem. Lenin rzucił również hasło "zmiany wojny imperialistycznej w wojnę domową", tj. wykorzystania gwałtownych wydarzeń politycznych na skalę międzynarodową do przeprowadzenia rewolucji socjalistycznych w kolejnych państwach. 
Propozycja przedstawiona przez rewolucyjne skrzydło została odrzucona przez większość uczestników konferencji, reprezentujących nurt socjaldemokratyczny. Grupa ta zaproponowała odrębny manifest, ograniczający się do wyrażenia sprzeciwu wobec wojny. To spotkało się z kolei z ostrym protestem radykałów, którzy stali na stanowisku, iż przy rosnącym niezadowoleniu społecznym i wyczerpaniu wojną w wielu państwach już wkrótce ruch robotniczy może się poważnie zradykalizować, a zadaniem socjalistów jest przedstawić mu wtedy jasny i konkretny program. Ostatecznie uczestnicy konferencji stworzyli kompromisowy dokument, który oprócz potępienia faktu wojny zawierał wezwanie do walki przeciwko imperializmowi, jedności robotniczej i uznawał ostatnich przywódców II Międzynarodówki za zdrajców socjalizmu, zaś kończył się wyrazami solidarności ze wszystkimi socjalistami, których spotkały represje z powodu wystąpień antywojennych. Chociaż tak powstały tekst nie zadowalał w rzeczywistości żadnej ze stron, Lenin był zadowolony z jego brzmienia, gdyż w jego ocenie manifest zawierał wiele cennych treści, a ponadto dyskusje przy jego tworzeniu uzmysłowiły wielu uczestnikom konferencji ogrom różnic praktycznych między socjaldemokratami a rewolucjonistami.  
Uczestnicy konferencji przegłosowali również powstanie nowej Międzynarodowej Komisji Socjalistycznej, która miała kontynuować pracę II Międzynarodówki, realizując program zawarty w manifeście konferencyjnym. Praktyczne znaczenie tej organizacji było jednak znikome. 

## Znaczenie
Konferencja w Zimmerwaldzie, zamiast zjednoczyć ruch socjalistyczny, utrwaliła podział, jaki wytworzył się w nim już w 1914, w momencie wybuchu wojny. Ostrość sporu między zwolennikami rewolucyjnego internacjonalizmu oraz socjaldemokratami (reformistami) uzmysłowiła obydwu stronom faktyczny brak możliwości porozumienia, w jakie wielu działaczy po obu stronach do tej pory wierzyło, oraz pogorszyła stosunki między obydwoma nurtami myśli lewicowej. 
Praktyczna wartość deklaracji zimmerwaldzkich była niewielka. Obydwie grupy uczestników opuszczały bowiem konferencję niezadowolone z brzmienia jej końcowych dokumentów, a w dalszej działalności kierowały się własnymi zasadami politycznymi. Dalszy przebieg wydarzeń w ruchu robotniczym, zwłaszcza rewolucja październikowa, tylko utrwalił ten podział. Należy jednak podkreślić, że realizując własne cele i plany, obie frakcje odwoływały się nie tyle do końcowych decyzji podjętych w Zimmerwaldzie, ile do ogólnego (antywojennego i prorobotniczego) charakteru konferencji. 
W 1935 francuscy trockiści napisali utrzymaną właśnie w tym tonie Pieśń o Zimmerwaldzie.